# Towma Arzruni

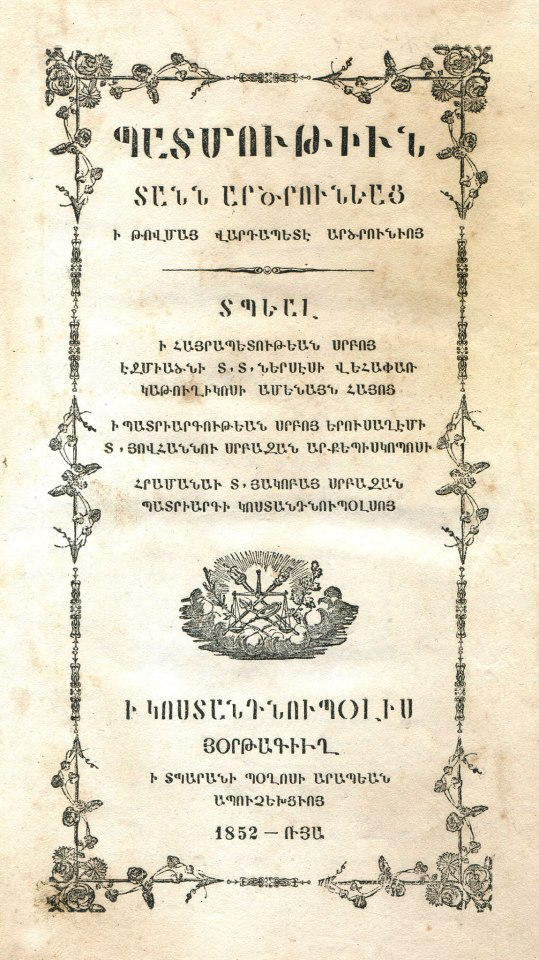
Titelblatt einer Ausgabe des Werks von Arzruni von 1852

Towma Arzruni (armenisch Թովմա Արծրունի; † 904–908), auch Thomas Artsruni, T’ovma Artsruni, Arcruni oder Ardsruni,  war ein Historiker und geistlicher Gelehrter („Wardapet“) aus dem mittelalterlichen Königreich Vaspurakan im südwestlichen Armenien, zwischen dem Vansee und dem Großen Zab. 
Er verfasste Ende des 9. Jahrhunderts eine Geschichte des Hauses Arzruni. Dieses Werk bildet die Hauptquelle für die Region, bevor sie im 11. Jahrhundert dem Byzantinischen Reich zugeschlagen wurde. Zwei unbekannte Kompilatoren führten das Geschichtswerk bis ins 12. Jahrhundert fort. Arzruni stützte sich auf die Schriften von Vorgängern wie Moses von Chorens Geschichte Armeniens (Պատմություն Հայոց, Patmutʻyun Hayots) und Elišēs Geschichte von Wardan Mamikonjan und des armenischen Krieges.